# Cyphoma intermedium
Cyphoma intermedium (лат.) — вид морских брюхоногих моллюсков из семейства Ovulidae.
Длина раковины до 4,4 см. Обитает в тропических водах западной части Атлантического океана. Бентосное животное, встречаются на глубине от 0 до 128 м. Охранный статус вида не оценён, он безвреден для человека, не является объектом промысла.